# 377 هـ
377 هـ هي سنة في التقويم الهجري امتدت مقابلةً في التقويم الميلادي بين سنتي 987 و988.

## مواليد
- ابن حيان القرطبي - مؤرخ أندلسي.

## وفيات
- أبو علي الفارسي

- أبو الحسين الملطي
- أمة الواحد بنت الحسين المحاملي